# Humphrey (Arkansas)
Humphrey é uma cidade localizada no estado americano de Arkansas, no Condado de Arkansas e Condado de Jefferson.

## Demografia
Segundo o censo americano de 2000, a sua população era de 806 habitantes.
Em 2006, foi estimada uma população de 781, um decréscimo de 25 (-3.1%).

## Geografia
De acordo com o United States Census Bureau, a localidade tem uma área de 3,5 km², sem área coberta por água. Humphrey localiza-se a aproximadamente 58 m acima do nível do mar.

## Localidades na vizinhança
O diagrama seguinte representa as localidades num raio de 24 km ao redor de Humphrey.